# Пасторална симфонија (филм)
Пасторална симфонија (франц. La Symphonie pastorale) је француски драмски филм из 1946. године у режији Жана Деланоа са Мишел Морган, Пјером Бланшаром и Жаном Дезелијем у главним улогама.
Филм је заснован на новели La Symphonie Pastorale Андреа Жида коју је адаптирао Жан Оренш. Снимљен је у студију Неуили у Паризу са сценографијама које је дизајнирао уметнички директор Рене Рено. Снимање се одвијало у околини Росинијера у Швајцарској. Музику за филм компоновао је Жорж Орик. На Филмском фестивалу у Кану 1946. освојио је  Златне палму и награду за најбољу глумицу за Мишел Морган.

## Радња
Пастор планинског села усваја малу слепу девојчицу Гертруду. Док Гертруда одраста у привлачну младу жену, пастор, сада средњих година, схвата да је заљубљен у њу. На његову жалост, његов усвојени син Жак је такође заљубљен у Гертруду, иако ће ускоро бити ожењен другом женом.
Жакова вереница је љубоморна на Гертруду и организује јој посету лекару у нади да ће можда бити излечена и да ће омогућити Жаку да равноправно одабере између две жене.
За чудо, Гертруди се враћа вид и она се враћа у село као промењена жена. Неспособна да прихвати Жакову љубав и разочарана пасторовом наклоношћу према њој, схвата да је њена ранија срећа заувек изгубљена.

## Улоге
| Глумац       | Улога                |
| ------------ | -------------------- |
| Мишел Морган | Гертруда             |
| Пјер Бланшар | свештеник Жан Мартен |
| Лине Норо    | Амелие Мартенс       |
| Жан Десаји   | Жак Мартенс -        |
| Андре Клеман | Пиетте Цастеран      |
| Жак Лувињи   | Кастеран             |
| Розин Луге   | Шарлот Мартенс       |